# Decatopseustis
Decatopseustis là một chi bướm đêm thuộc họ Gelechiidae.